# Molina Aterno

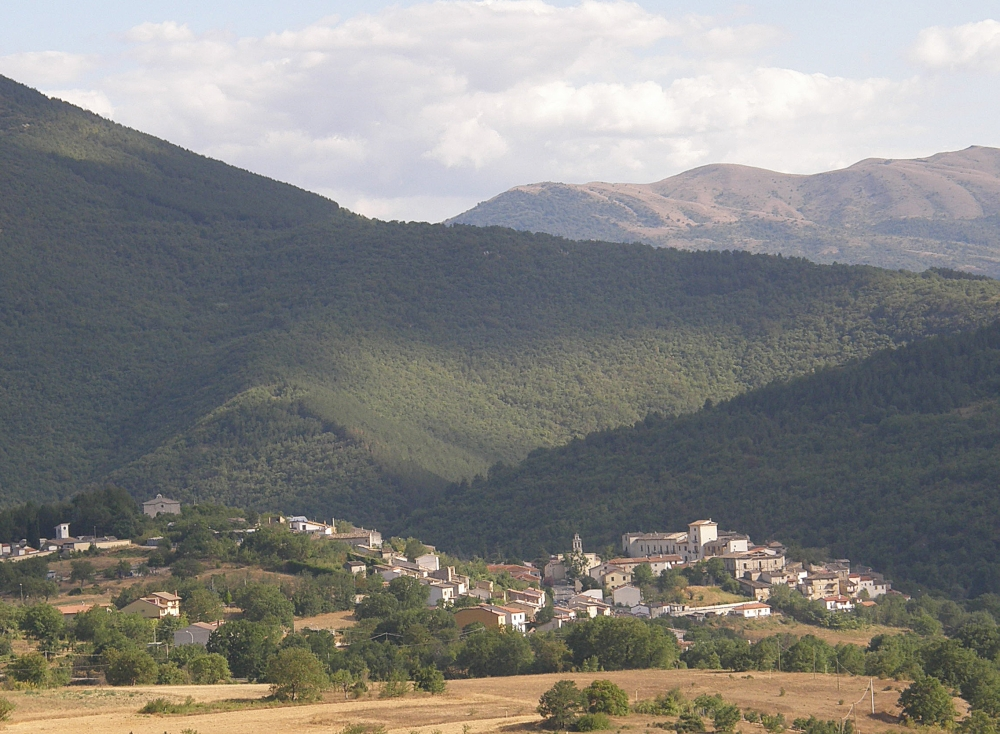
Molina Aterno

Molina Aterno – miejscowość i gmina we Włoszech, w regionie Abruzja, w prowincji L’Aquila.
Według danych z 2004 gminę zamieszkują 463 osoby, 42,1 os./km².